# Jordan Lefort
Jordan Lefort (Champigny-sur-Marne, 9 agosto 1993) è un calciatore francese, difensore dell'Angers.

## Carriera
Ha giocato nella prima divisione francese ed in quella svizzera.
Il 28 giugno 2023 viene acquistato dall'Angers.

## Statistiche

### Presenze e reti nei club
Statistiche aggiornate al 15 dicembre 2024.
| Stagione          | Squadra           | Campionato        | Campionato | Campionato | Coppe nazionali | Coppe nazionali | Coppe nazionali | Coppe continentali | Coppe continentali | Coppe continentali | Altre coppe | Altre coppe | Altre coppe | Totale | Totale | Totale |
| Stagione          | Squadra           | Comp              | Pres       | Reti       | Comp            | Pres            | Reti            | Comp               | Pres               | Reti               | Comp        | Pres        | Reti        | Pres   | Reti   |        |
| ----------------- | ----------------- | ----------------- | ---------- | ---------- | --------------- | --------------- | --------------- | ------------------ | ------------------ | ------------------ | ----------- | ----------- | ----------- | ------ | ------ | ------ |
| 2013-2014         | Amiens            | N1                | 1          | 0          | CF+CdL          | 0+1             | 0+0             | -                  | -                  | -                  | -           | -           | -           | 2      | 0      |        |
| 2014-2015         | Amiens            | N1                | 11         | 0          | CF+CdL          | 2+0             | 0+0             | -                  | -                  | -                  | -           | -           | -           | 13     | 0      |        |
| 2015-2016         | Amiens            | N1                | 13         | 0          | CF+CdL          | -               | -               | -                  | -                  | -                  | -           | -           | -           | 13     | 0      |        |
| 2016-2017         | Amiens            | L2                | 27         | 1          | CF+CdL          | -               | -               | -                  | -                  | -                  | -           | -           | -           | 27     | 1      |        |
| 2017-2018         | Quevilly-Rouen    | L2                | 37         | 2          | CF+CdL          | 1+1             | 0+0             | -                  | -                  | -                  | -           | -           | -           | 39     | 2      |        |
| 2018-2019         | Amiens            | L1                | 23         | 0          | CF+CdL          | 2+2             | 0+0             | -                  | -                  | -                  | -           | -           | -           | 27     | 0      |        |
| 2019-feb. 2020    | Amiens            | L1                | 10         | 0          | CF+CdL          | 1+3             | 0+0             | -                  | -                  | -                  | -           | -           | -           | 14     | 0      |        |
| Totale Amiens     | Totale Amiens     | Totale Amiens     | 85         | 1          |                 | 11              | 0               |                    | -                  | -                  |             | -           | -           | 96     | 1      |        |
| feb.-giu. 2020    | Young Boys        | SL                | 15         | 0          | CS              | 3               | 0               | UCL+UEL            | -                  | -                  | -           | -           | -           | 18     | 0      |        |
| 2020-2021         | Young Boys        | SL                | 28         | 1          | CS              | 1               | 0               | UCL+UEL            | 2+9                | 0+0                | -           | -           | -           | 40     | 1      |        |
| 2021-2022         | Young Boys        | SL                | 20         | 0          | CS              | 2               | 0               | UCL                | 5                  | 0                  | -           | -           | -           | 27     | 0      |        |
| lug.-ago. 2022    | Young Boys        | SL                | 2          | 0          | CS              | 1               | 0               | UECL               | 2                  | 0                  | -           | -           | -           | 5      | 0      |        |
| Totale Young Boys | Totale Young Boys | Totale Young Boys | 65         | 1          |                 | 7               | 0               |                    | 18                 | 0                  | -           | -           | -           | 90     | 1      |        |
| 2022-2023         | Paris FC          | L2                | 32         | 0          | CF              | 2               | 0               | -                  | -                  | -                  | -           | -           | -           | 34     | 0      |        |
| 2023-2024         | Angers            | L2                | 37         | 0          | CF              | 1               | 0               | -                  | -                  | -                  | -           | -           | -           | 38     | 0      |        |
| 2024-2025         | Angers            | L1                | 15         | 0          | CF              | -               | -               | -                  | -                  | -                  | -           | -           | -           | 15     | 0      |        |
| Totale Angers     | Totale Angers     | Totale Angers     | 52         | 0          |                 | 1               | 0               |                    | -                  | -                  |             | -           | -           | 53     | 0      |        |
| Totale carriera   | Totale carriera   | Totale carriera   | 271        | 4          |                 | 23              | 0               |                    | 18                 | 0                  |             | -           | -           | 312    | 4      |        |

## Palmarès

### Club

#### Competizioni nazionali
- Campionato svizzero: 2

Young Boys: 2019-2020, 2020-2021
- Coppa Svizzera: 1

Young Boys: 2019-2020